# تكتل لبنان القوي
تكتل لبنان القوي هي الكتلة النيابية للتيار الوطني الحر في مجلس النواب اللبناني برئاسة جبران باسيل، تألفت من 29 نائباً بعد الانتخابات العامة 2018  وتقلصت إلى 21 نائباً بعد الانتخابات العامة اللبنانية 2022 

## ملخص الانتخابات
| انتخاب | مقاعد    | يتغير     |
| ------ | -------- | --------- |
| 2018   | 29 / 128 | ▲</img> 2 |
| 2022   | 21 / 128 | ▼</img> 8 |

## نواب دورة 2018 – 2022
| اسم                                                  | منطقة الانتخابات | الانتماء السياسي          | الطائفة              |
| ---------------------------------------------------- | ---------------- | ------------------------- | -------------------- |
| نقولا صحناوي                                         | بيروت الأولى     | التيار الوطني الحر        | الكاثوليك اليونانيون |
| أنطوان بانو                                          | بيروت الأولى     | التيار الوطني الحر        | الأقليات             |
| ادغار طرابلسي                                        | بيروت الثانية    | التيار الوطني الحر        | إنجيلي               |
| أسعد درغام                                           | عكار             | التيار الوطني الحر        | روم أرثوذكس          |
| جبران باسيل                                          | البترون          | التيار الوطني الحر        | موارنة               |
| جورج عطا الله                                        | الكورة           | التيار الوطني الحر        | روم أرثوذكس          |
| سمعان أبي رميا                                       | جبيل             | التيار الوطني الحر        | موارنة               |
| روجر عازار                                           | كسروان           | التيار الوطني الحر        | موارنة               |
| إبراهيم كنعان                                        | المتن            | التيار الوطني الحر        | موارنة               |
| إيدي معلوف                                           | المتن            | التيار الوطني الحر        | الكاثوليك اليونانيون |
| آلان عون                                             | بعبدا            | التيار الوطني الحر        | موارنة               |
| حكمت ديب استقال من التيار الوطني الحر في 1 مارس 2022 | بعبدا            | التيار الوطني الحر        | موارنة               |
| سيزار أبي خليل                                       | عاليه            | التيار الوطني الحر        | موارنة               |
| ماريو عون                                            | الشوف            | التيار الوطني الحر        | موارنة               |
| فريد البستاني                                        | الشوف            | التيار الوطني الحر        | موارنة               |
| سليم عون                                             | زحلة             | التيار الوطني الحر        | موارنة               |
| زياد أسود                                            | جزين             | التيار الوطني الحر        | موارنة               |
| سليم خوري                                            | جزين             | التيار الوطني الحر        | الكاثوليك اليونانيون |
| إلياس بو صعب                                         | المتن            | مستقل                     | روم أرثوذكس          |
| هاغوب بقرادونيان                                     | المتن            | حزب الطاشناق              | الأرمن الأرثوذكس     |
| هاكوب ترزيان                                         | بيروت الأولى     | حزب الطاشناق              | الأرمن الأرثوذكس     |
| ألكسندر ماتوسيان                                     | بيروت الأولى     | حزب الطاشناق              | الأرمن الأرثوذكس     |
| طلال أرسلان                                          | عاليه            | الحزب الديمقراطي اللبناني | الدروز               |
| ميشال معوض انسحبت في أكتوبر 2019                     | زغرتا            | حركة الاستقلال (لبنان)    | موارنة               |
| ميشال ضاهر انسحبت في أغسطس 2020                      | زحلة             | مستقل                     | الكاثوليك اليونانيون |
| نعمت افرام انسحبت في أكتوبر 2019                     | كسروان           | مستقل                     | موارنة               |
| شامل روكز انسحبت في أكتوبر 2019                      | كسروان           | مستقل                     | موارنة               |
| ايلي فرزلي تم طرده في أبريل 2021                     | البقاع الغربي    | مستقل                     | روم أرثوذكس          |
| مصطفى حسين                                           | عكار             | مستقل                     | علوي                 |

## نواب دورة 2022 – 2026
| اسم                                    | منطقة الانتخابات | الانتماء السياسي   | طائفة                 |
| -------------------------------------- | ---------------- | ------------------ | --------------------- |
| نقولا الصحناوي                         | بيروت آي         | التيار الوطني الحر | اليونانية الكاثوليكية |
| ادغار طرابلسي                          | بيروت الثانية    | التيار الوطني الحر | إنجيلي                |
| جيمي جبور                              | عكار             | التيار الوطني الحر | ماروني                |
| أسعد درغام                             | عكار             | التيار الوطني الحر | الأرثوذكسية اليونانية |
| جبران باسيل                            | البترون          | التيار الوطني الحر | ماروني                |
| جورج عطا الله                          | الكورة           | التيار الوطني الحر | الأرثوذكسية اليونانية |
| سمعان أبي رميا                         | جبيل             | التيار الوطني الحر | ماروني                |
| ندى البستاني خوري                      | كسروان           | التيار الوطني الحر | ماروني                |
| ابراهيم كنعان                          | المتن            | التيار الوطني الحر | ماروني                |
| آلان عون                               | بعبدا            | التيار الوطني الحر | ماروني                |
| سيزار أبي خليل                         | عاليه            | التيار الوطني الحر | ماروني                |
| غسان عطا الله                          | الشوف            | التيار الوطني الحر | اليونانية الكاثوليكية |
| فريد البستاني                          | الشوف            | التيار الوطني الحر | ماروني                |
| سليم عون                               | زحلة             | التيار الوطني الحر | ماروني                |
| شربل مارون                             | البقاع الغربي    | التيار الوطني الحر | ماروني                |
| سامر التوم                             | بعلبك            | التيار الوطني الحر | اليونانية الكاثوليكية |
| الياس بو صعب                           | المتن            | مستقل              | الأرثوذكسية اليونانية |
| هاغوب بقرادونيان                       | المتن            | الطاشناق           | الأرمن الأرثوذكس      |
| هاكوب ترزيان                           | بيروت آي         | الطاشناق           | الأرمن الأرثوذكس      |
| جورج بوشيكيان تم طرده في 6 ديسمبر 2022 | زحلة             | الطاشناق           | الأرمن الأرثوذكس      |
| محمد يحيى                              | عكار             | مستقل              | سني                   |

## ملخص الكتلة

### كتلة 2018
صوت 17 نائباً من الكتلة الـ 29 لنبيه بري في انتخابات رئيس مجلس النواب اللبناني لعام 2018.
انتخاب إيلي الفرزلي نائباً لرئيس مجلس النواب اللبناني. مع بداية ثورة 17 تشرين، خرج نعمت افرام وشامل روكز وميشال معوض من الكتلة.
بعد انفجار بيروت 2020، ترك ميشال ضاهر الكتلة. وفي أبريل 2021، غادر إيلي الفرزلي الكتلة. وفي 1 مارس 2022، استقال النائب حكمت ديب من التيار الوطني الحر، مما أدى إلى تقلص الكتلة إلى 23 نائباً.

### كتلة 2022
صوت 4 نواب من الكتلة من أصل 21 لنبيه بري في انتخابات رئيس مجلس النواب اللبناني 2022.
انتخاب الياس بو صعب نائباً لرئيس مجلس النواب اللبناني. في 23 يونيو 2022، عيّن الطاشناق ويحيى نجيب ميقاتي على عكس بقية الكتلة. في 10 سبتمبر 2022، طرد جبران باسيل النائب السابق زياد أسود والنائب السابق ماريو عون.
في 14 سبتمبر 2022، قاطع التيار الوطني الحر جلسة مجلس النواب بسبب إحياء ذكرى اغتيال بشير الجميل. وفي 13 أكتوبر 2022، قاطع التيار الوطني الحر جلسة الانتخابات الرئاسية بسبب ذكرى 13 أكتوبر.
في 10 تشرين الثاني 2022، انتقد هاغوب بقرادونيان زميله في الكتلة جيمي جبور لمشاركته في حفل تأبين شهداء جمهورية أذربيجان في عكار. وفي 6 كانون الأول/ديسمبر 2022، طرد الطاشناق النائب بوشيكيان، مما أدى إلى تقليص كتلة لبنان القوي إلى 20 عضواً.
في 6 كانون الأول (ديسمبر) 2022، طرد الطاشناق النائب بوشقيان، مما أدى إلى تقليص كتلة لبنان القوي إلى 20 نائباً. أفادت تقارير أن إلياس بو صعب طُرد من كتلة التيار الوطني الحر في نيسان/أبريل 2024، مشيرة إلى وجود خلافات سياسية منذ بداية برلمان 2022. تتضمن الخلافات في الغالب اختيار المرشحين الرئاسيين والاختلافات الإيديولوجية.
في أغسطس 2024، طُرد آلان عون من التيار الوطني الحر بسبب افتقاره إلى التحالف مع الكتلة البرلمانية، مثل رفضه التصويت لجهاد أزعور في الانتخابات الرئاسية اللبنانية 2022-2024 . في 7 أغسطس 2024، استقال سيمون أبي رميا من التيار الوطني الحر مشيرًا إلى "الفردية" داخل الحزب والخلافات مع زعيمه جبران باسيل .

## أنظر أيضا
- قائمة أعضاء مجلس النواب اللبناني 2018-2022
- قائمة أعضاء مجلس النواب اللبناني 2022-2026